# Stokrotka (baśń)
Stokrotka, także Polny kwiatek (duń. Gaaseurten, współ. duń. Gåseurten) – baśń literacka autorstwa Hansa Christiana Andersena, wydana po raz pierwszy w 1838 roku.

## Historia
Rok 1838 był ważny dla Andersena, ponieważ otrzymał stypendium na podróż od króla Danii, co zapewniło mu stabilność finansową i mogło wpłynąć na jego zdolność do skupienia się na twórczości literackiej. Rok wcześniej opublikował powieść Tylko grajek (duń. Kun en Spillemand), która odniosła sukces w Niemczech, ale spotkała się z krytyką w Danii. Andersen pochodził z ubogiego środowiska i często czuł się outsiderem, walczył o akceptację, to być może po części odzwierciedla los polnego kwiatka opisanego w baśni. Pisząc baśń, pisarz miał 33 lata.
Baśń literacka o Stokrotce została po raz pierwszy opublikowana przez wydawnictwo C.A. Reitzel w Kopenhadze 2 października 1838 roku w antologii Bajki, opowiadane dla dzieci. Nowa kolekcja. Pierwszy tom. 1838 (duń. Eventyr, fortalte for Børn. Ny Samling. Første Hefte. 1838). W zbiorku znalazły się jeszcze Dzikie łabędzie oraz Dzielny ołowiany żołnierz. Stokrotka była wznawiana w kolejnych zbiorach w 1849 i 1862 roku.

## Polskie przekłady
Baśń była tłumaczona na język polski:
- 1854 – Stokrotka, tłumaczenie anonimowe w „Rozmaitościach” nr 43, Lwów
- 1892 – Stokrotka, tłumaczenie anonimowe, Bajki i opowiadania, Warszawa
- 1899 – Polny kwiatek – baśń w przekładzie Cecylii Niewiadomskiej
- 1905 – Stokrotka, w tłum. Wandy Młodnickiej, Wybór bajek Andersena, Lwów
- 1924 – Stokrotka, w tłum. Janiny Colonna-Walewskiej, Baśnie Andersena dla dzieci, Warszawa
- 1931 – Stokrotka, w tłum. Stefanii Beylin, w Baśniach, Warszawa
- 1938 – Stokrotka, w tłum. Marcelego Tarnowskiego, w Bajkach, Warszawa
- 1946 – Stokrotka, Witold Zechenter (oprac.): Bajki. Kraków. Brak numerów stron w książce
- 2006 – Stokrotka w tłum. z duńskiego Bogusławy Sochańskiej, Baśnie i opowieści. T. I: 1830–1850

## Fabuła
Streszczenia dokonano na podstawie wersji duńskiej w Wikiźródłach.
Na wsi, przy drodze, w trawie przed pięknym dworem rośnie mała stokrotka. Słońce świeci na nią tak samo mocno jak na dostojne kwiaty za płotem. Roślinka cieszy się życiem i słońcem, chociaż nikt na nią nie zwraca uwagi. Słucha śpiewu skowronka i czuje się szczęśliwa. W ogrodzie stoją dumne piwonie i tulipany, które gardzą małą stokrotką. Stokrotka patrzy na nie z podziwem i marzy o tym, by skowronek ją odwiedził. Nagle skowronek ląduje właśnie przy niej, nie przy wielkich kwiatach. Skowronek chwali stokrotkę za jej złote serce i srebrzyste płatki. Stokrotka jest szczęśliwa i wzruszona. Tulipany i piwonie są zazdrosne i złe, widząc tę scenę.
Dziewczyna wchodzi do ogrodu i ścina dumne tulipany ostrym nożem. Stokrotka cieszy się, że rośnie na łące i dziękuje Bogu za swoje skromne miejsce. Następnego ranka stokrotka znów rozkłada płatki i słyszy smutny śpiew skowronka. Ptaszek został schwytany i siedzi w klatce przy otwartym oknie. Stokrotka bardzo chce pomóc ptaszkowi, ale nie wie, jak. Dwaj chłopcy wycinają kawałek trawnika z rosnącą stokrotką i wkładają go do klatki.
Skowronek jest jednak smutny i spragniony, a stokrotka bezsilnie próbuje go pocieszyć. Wieczorem skowronek umiera z tęsknoty i pragnienia, pochylając się nad stokrotką. Rano chłopcy urządzają mu uroczysty pogrzeb, zdobiąc grób kwiatami. Mała stokrotka wraz z kawałkiem trawnika zostaje porzucona na drodze, zapomniana przez wszystkich.

## Galeria

Ilustracje baśni Stokrotka
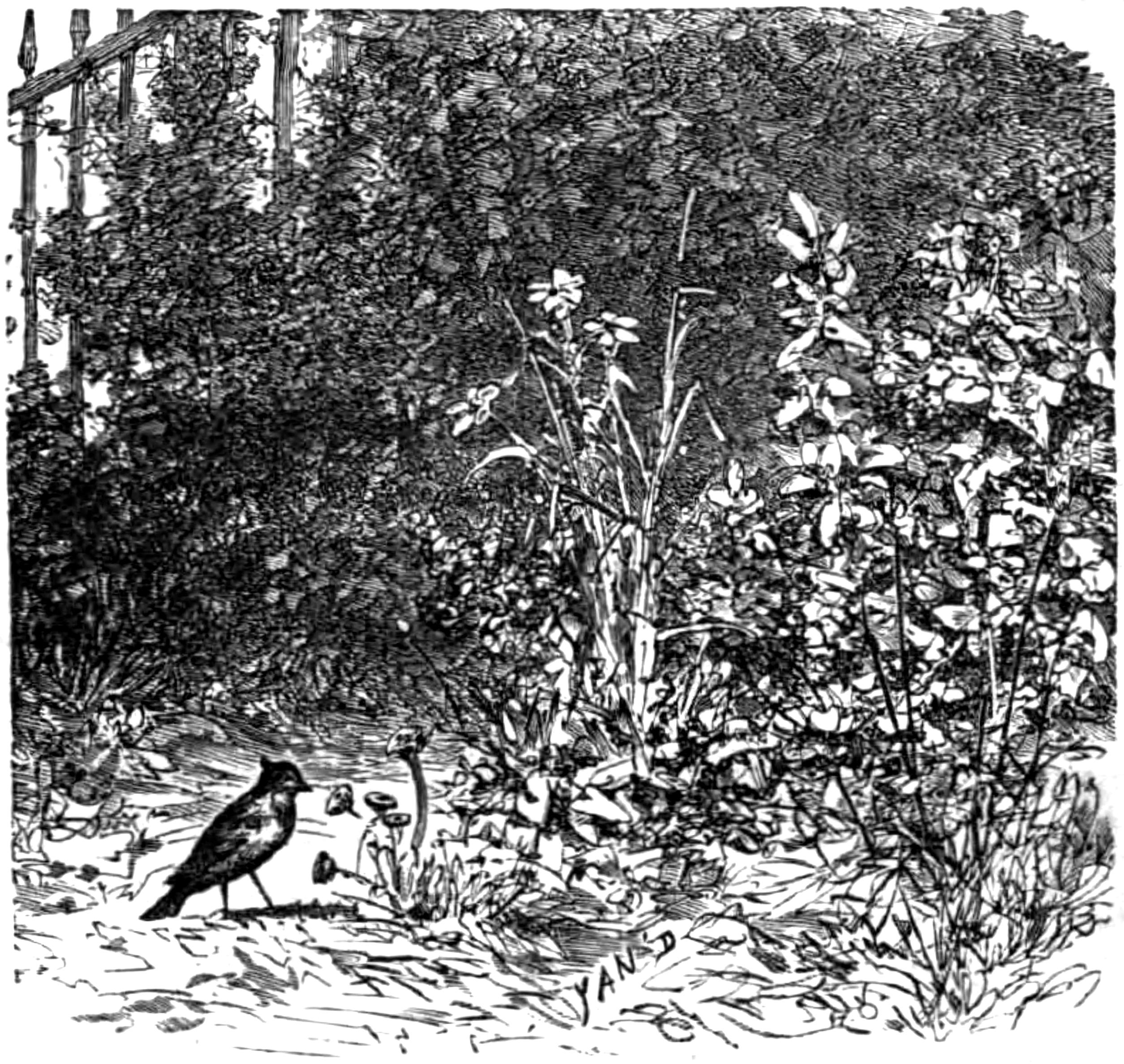
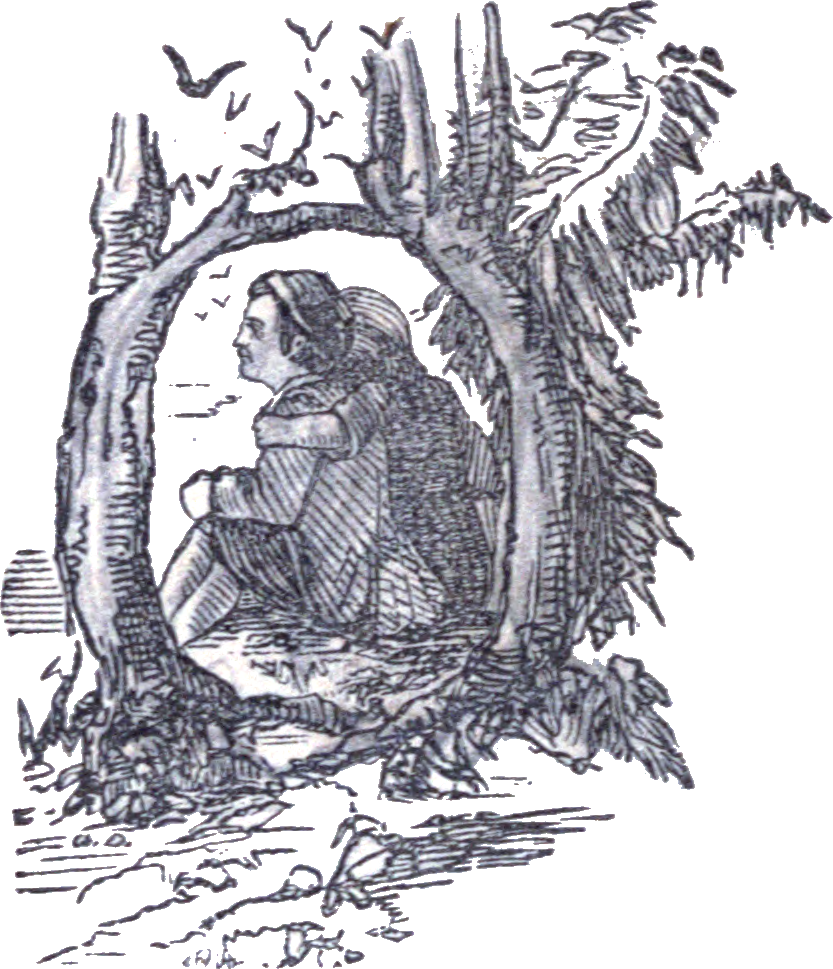
ilustracja z 1850
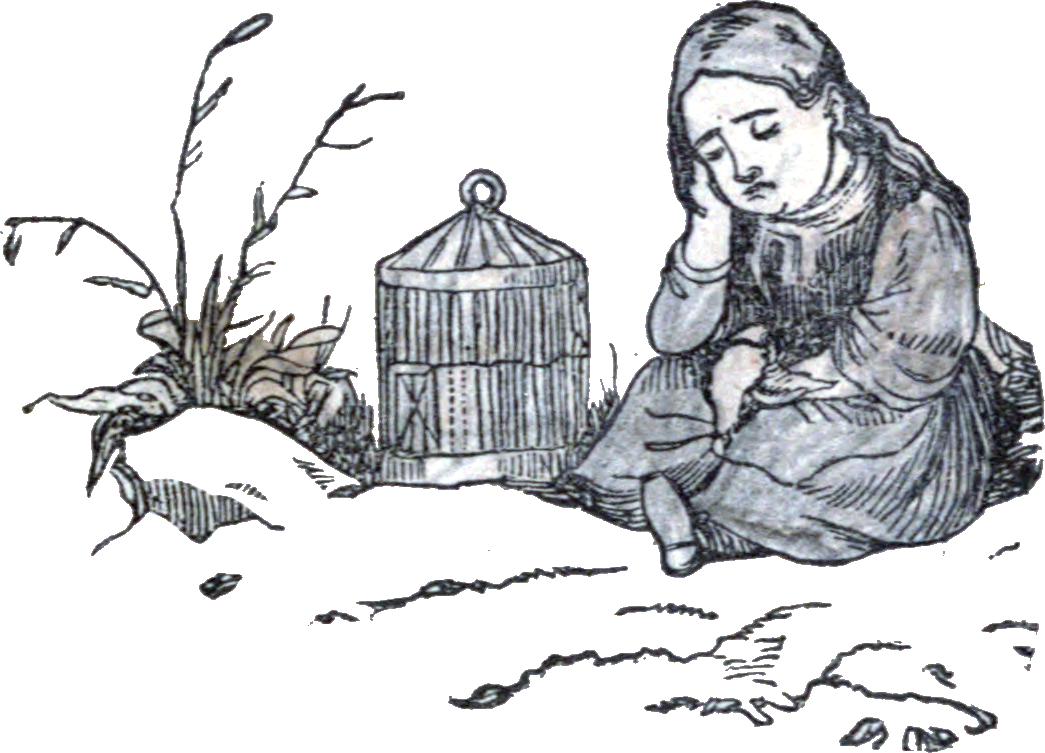
ilustracja z 1850
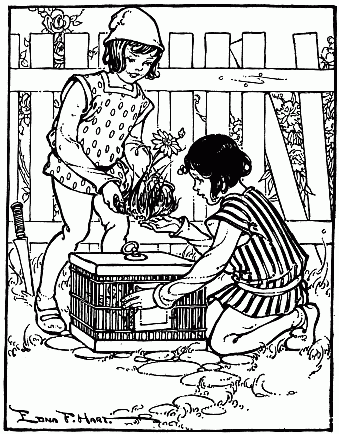
ilustracja Edny F. Hart z 1915